# 伦佐·布里尼
伦佐·布里尼（義大利語：Renzo Burini，1927年10月10日—2019年10月25日），意大利前男子足球运动员，场上位置是前锋。他曾代表意大利国奥队参加1948年夏季奥林匹克运动会足球比赛。